# كازو كاغياما
كازو كاغياما (باليابانية: 蔭山和夫؛ بالكانا: かげやま かずお) هو لاعب كرة قاعدة ياباني، ولد في 16 يناير 1927 في أوساكا في اليابان، وتوفي في 17 نوفمبر 1965.

## وصلات خارجية
- كازو كاغياما على موقع الدوري الياباني لكرة القاعدة (الإنجليزية)
- كازو كاغياما على موقعبيزبول رفرنس.كوم (الدوري الثانوي) (الإنجليزية)